# Агапит Маркушевски
Агапит Маркушевски († 21. мај 1585 ) је свети мученик Руске православне цркве .
Православна црква прославља светог Агапита 21. маја (3. јун).
О Светом Агапиту није сачувано готово никаквих података. Године 1712. новопреосвећени епископ холмогорски Варнава (Волатковски) отпутовао је из Москве у своју епархију. Од Вологде је његова рута пролазила дуж реке Сухоне. Морао је да се заустави код Березоваје Слободке, у близини Маркушевско свето-Николајевски манастира. Цела пратња је отишла у манастир и тамо су остали три недеље. Епископ Варнава је тада наредио да прегледа манастирска архива и на основу пронађених писама и разних манастирских записа састави опис живота ктитора манастира и чуда која су се десила са иконе Светог Николе коју је донео.
Из овог описа је познато је да се монах Агапит неколико година трудио у Солвичегодском манастиру Бориса и Глеба. Нема поузданих података о његовом месту рођења и чину, о времену и месту његовог монашења, нити о трајању његовог боравка у Солвичегодску. Постоји предање да је пострижен у Соловецком манастиру. Вероватно је пострижен од светог Филипа и напустио је Соловецки манастир после 1568. године, под својим недостојним наследником Пајсијем.
Док је био у Борисо-Глебском манастиру, монах Агапит се тешко разболео у марту 1576. године и није устајао из кревета скоро цео месец. Његова болест се погоршавала. Стога је изгубио наду у опоравак.
27. дана његове болести изненада му се чудесно јави икона Светог Николе. Чуо је глас који му је рекао да ову икону премести на пусто место на рекама Маркуша и Тарнога, да ту сазида цркву и монашки манастир.
Агапит је отишао на описано место. Тамо је прво подигао малу капелу за икону, а затим своју келију. Почео је да се подвизава у непрестаном труду, посту и молитви. Ова капела, као споменик дела светитеља, сачувана је до 20. века. Место је било пусто. Од села су га одвајале шуме и мочваре. Није било путева, мостова преко река и потока.
Убрзо су околни становници сазнали за старца и почели да му долазе. Појавили су се људи који су желели да живе овде и да деле трудове са светитељем. Било је вољних да новчано помогну у изградњи цркве и манастира. Уз њихову помоћ, монах Агапит је 20. јула исте године подигао цркву брвнару у име Светог Николе, затим другу у част Благовести Пресвете Богородице са параклисом у име Св. праведног Прокопија Устјушког, са подрумом и трпезом.
Године 1578. цркве су завршене и спремне за освећење. Монах Агапит је отишао у Москву да прими благослов за њихово освећење од митрополита Антонија и да измоли од цара Ивана Васиљевича земљу за одржавање манастира и дозволу за изградњу млина на реци Локти. Добивши оно што је тражио, монах се вратио у манастир.
7. септембра 1579. године освећена је Николајевска црква и у њу је из капеле пренета чудотворна икона светитеља. Убрзо је освећена Благовештенска црква и припремљене све службе за конак. Саградили су млин на реци Локти на удаљености од 40 верста од манастира.
Тако је за три године, трудом свог градитеља, из ничега међу густом шумом настала Агапитовска испосница. Пошто је обезбедио материјалну страну живота у пустињи, монах Агапит је приступио стварању духа истинског пустињског живљења, поучавајући братију речју и живим примером.
Међутим, није се свима допала изградња манастира у овој области и присуство пустињака у њој. Појавили су се злобници. Неки од околних становника волели су и поштовали старца, док су други доживљавали управо супротна осећања. Можда су били љубоморни на просперитет и одлично управљање манастиром, можда су се плашили да ће постепено сва земља и пустара доћи у посед манастира. Становници села Камкина били су посебно непријатељски расположени према монаху, верујући да ће смрћу игумана и сам манастир престати да постоји. Знајући то, браћа су чувала старца и увек се трудила да га прате.

## Мучеништво
У мају 1585. године, 8. године боравка светитеља, отишао је на коњу у манастирски млин на реци Локта да поправи штету коју је проузроковала пролећна поплава. На путовању су га пратила само два искушеника: Теодор и Андреј. Сазнавши за ово, становници села Камкина спремили су му заседу. Богдашка Љахов и други су 21. маја су их напали док су се враћали у манастир. Убивши сву тројицу, бацили су њихова тела у реку Уфтјугу да их брза вода однесе са тог места и нико не посумња у њих. У ту сврху, његове тешке окове су скинуте са светитељевог тела и одвојено бацили у реку. Предање каже да је коњ побегао из руку убица, отрчао у манастир, ржући над несрећом која се догодила, и поново побегао назад на место убиства. Ово се десило неколико пута.
Видевши једног коња како уплашено ржи и некуд бежи, браћа су размишљала о могућој несрећи која се догодила. Стога смо одмах кренули путем до млина. Дуго су тражили старешину и двојицу искушеника, и по гудурама и у шуми крај пута.
Према предању, када су дошли на обалу Уфтјуге, видели су гвоздене ланце монаха Агапита како плутају на једном месту на површини воде као да су лаки попут дрвета. Испод њих су пронађена тела мртвих, иако је вода у Уфтјугу у то време била још велика, а струја брза.
Са тугом и сузама братија је носила тела страдалих мученика у манастир. Уз велику част, сахранили су Светог Агапита у самом манастиру између цркава које је он подигао. Над гробом је подигнута капела. Ланци су стављени на његов гроб. За много година постојања Маркушевског манастира, мошти светитеља почивале су у овој капели. Након изградње камене парохијске цркве, мошти су пренете на јужну страну храма у крипти.